# Wybory parlamentarne w Grecji w 2009 roku
Wybory parlamentarne w Grecji w 2009 – wcześniejsze wybory do greckiego parlamentu, Izby Deputowanych przeprowadzone 4 października 2009. Zwycięstwo opozycyjnego PASOK zakończyło 5-letnie rządy Nowej Demokracji premiera Karamalisa i doprowadziło do powstania rządu Jeoriosa Andreasa Papandreu.

## Organizacja wyborów

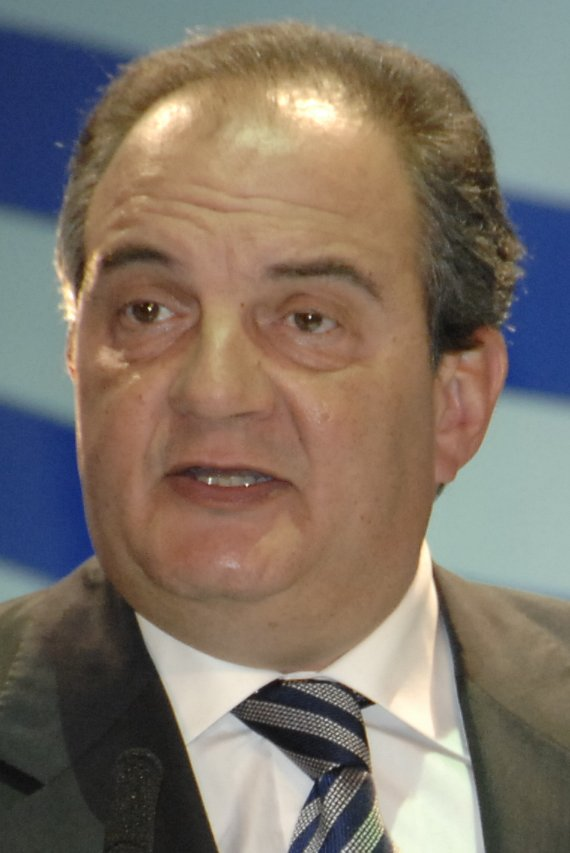
Premier Kostas Karamanlis. 2 września 2009 ogłosił decyzję o organizacji wcześniejszych wyborów.

O rozpisanie wcześniejszych wyborów do parlamentu wystąpił w połowie swojego 4-letniego mandatu premier Kostas Karamanlis. Jego partia, Nowa Demokracja, od czasu wyborów w 2007 posiadała minimalną większość w parlamencie, obsadzając 151 spośród 300 miejsc. 2 września 2009 Karamanlis ogłosił decyzję o organizacji wcześniejszych wyborów. Ruch ten argumentował potrzebą odnowienia i wzmocnienia swojego mandatu politycznego, potrzebnego do przeprowadzenia niezbędnych reform w obliczu kryzysu gospodarczego. Dodał, że Grecję czekają dwa ciężkie lata, w tym kluczowy dla kursu gospodarki rok 2010, a decyzja o rozpisaniu wyborów stanowi akt odpowiedzialności za losy kraju. 3 września ogłosił datę wyborów na 4 października 2009 i skierował do prezydenta wniosek o rozwiązanie parlamentu. Prezydent Karolos Papulias 7 września 2009 rozwiązał parlament.
21 września 2009 Sąd Najwyższy (Areios Pagos) dopuścił do udziału w wyborach 23 spośród 28 partii politycznych, które wystąpiły z wnioskiem w tej sprawie. Uprawnionych do głosowania było prawie 10 mln Greków. Zgodnie z ordynacją wyborczą, zwycięska partia automatycznie zyskiwała 40 mandatów w parlamencie, a pozostałe 260 rozdzielanych było według zasad ordynacji proporcjonalnej.

## Sytuacja przed wyborami i kampania wyborcza

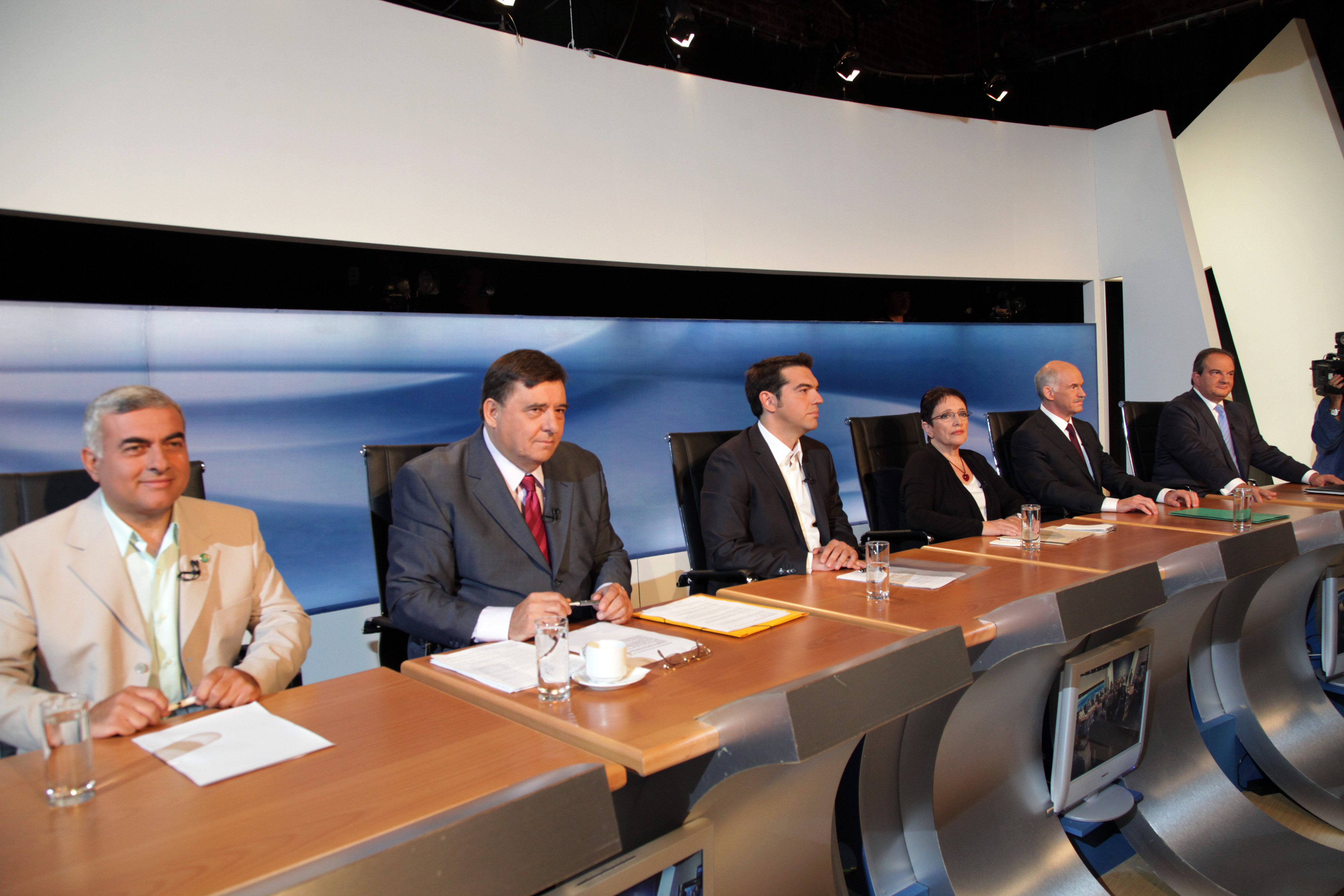
Telewizyjna debata wyborcza w Grecji, 21 września 2009.

Rząd Karamanlisa był uwikłany w serię skandali korupcyjnych. Jeden z jego ministrów został oskarżony o przyjęcie łapówki w zamian za korzystne rozstrzygnięcie przetargu na budowę statków, dwaj inni byli oskarżeni o przekazanie państwowej ziemi klasztorowi na Górze Athos w zamian za mniej wartościowy jej ekwiwalent, a były minister pracy o nielegalne zatrudnianie imigrantów. Grecja zmagała się również ze skutkami globalnego kryzysu gospodarczego, zmniejszonymi wpływami do budżetu, potrzebą pożyczenia przez państwo 60 mld euro oraz według rządowych statystyk perspektywą deficytu budżetowego w 2010 na poziomie 5,8% PKB i długu publicznego przekraczającym 100% PKB. W rzeczywistości ustępujący rząd doprowadził kraj do 15,4% deficytu. Ostatnie sondaże przedwyborcze wskazywały na sześcioprocentową przewagę opozycyjnego Panhelleńskiego Ruchu Socjalistycznego (PASOK) na czele z Jeoriosem Andreasem Papandreu. Pozostający w opozycji od 2004 PASOK, już w czerwcu 2009 odniósł zwycięstwo w wyborach do Parlamentu Europejskiego. Na spadek poparcia dla władz miały także wpływ oskarżenia rządu o brak odpowiedniego przygotowania w czasie pożarów lasów w 2007 i w 2009 oraz w nieradzenie sobie z zamieszkami społecznymi, jakie wybuchły w kraju na przełomie 2008 i 2009.
W czasie kampanii wyborczej Papandreu zapowiedział odmienną od rządowej strategię walki z kryzysem, obiecując pakiet stymulujący gospodarkę o wartości 3 mld euro oraz podwyżkę podatków dla najbogatszych i pomoc najbiedniejszym obywatelom. Ogłosił program ożywienia gospodarki poprzez podwyżkę pensji i emerytur ponad wskaźnik inflacji w 2010. Premier Karamanlis uznał pomysły opozycji za nierealistyczne. Rząd zapowiedział zgoła inny plan wyjścia z kryzysu gospodarczego, którego głównym założeniem miał być surowy program oszczędnościowy, ograniczenie wydatków państwa i walka z uchylaniem się od płacenia podatków.

## Wyniki wyborów
PASOK
     ND
     KKE
     LAOS
     SYRIZA

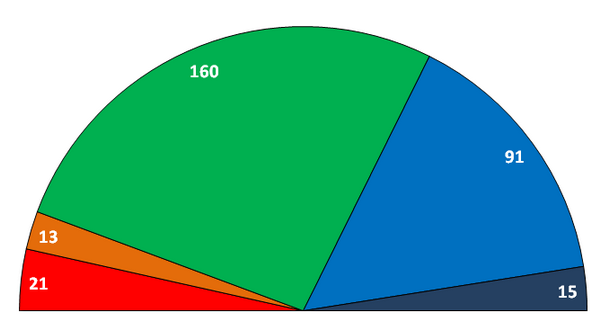
Podział mandatów:
PASOK
ND
KKE
LAOS
SYRIZA

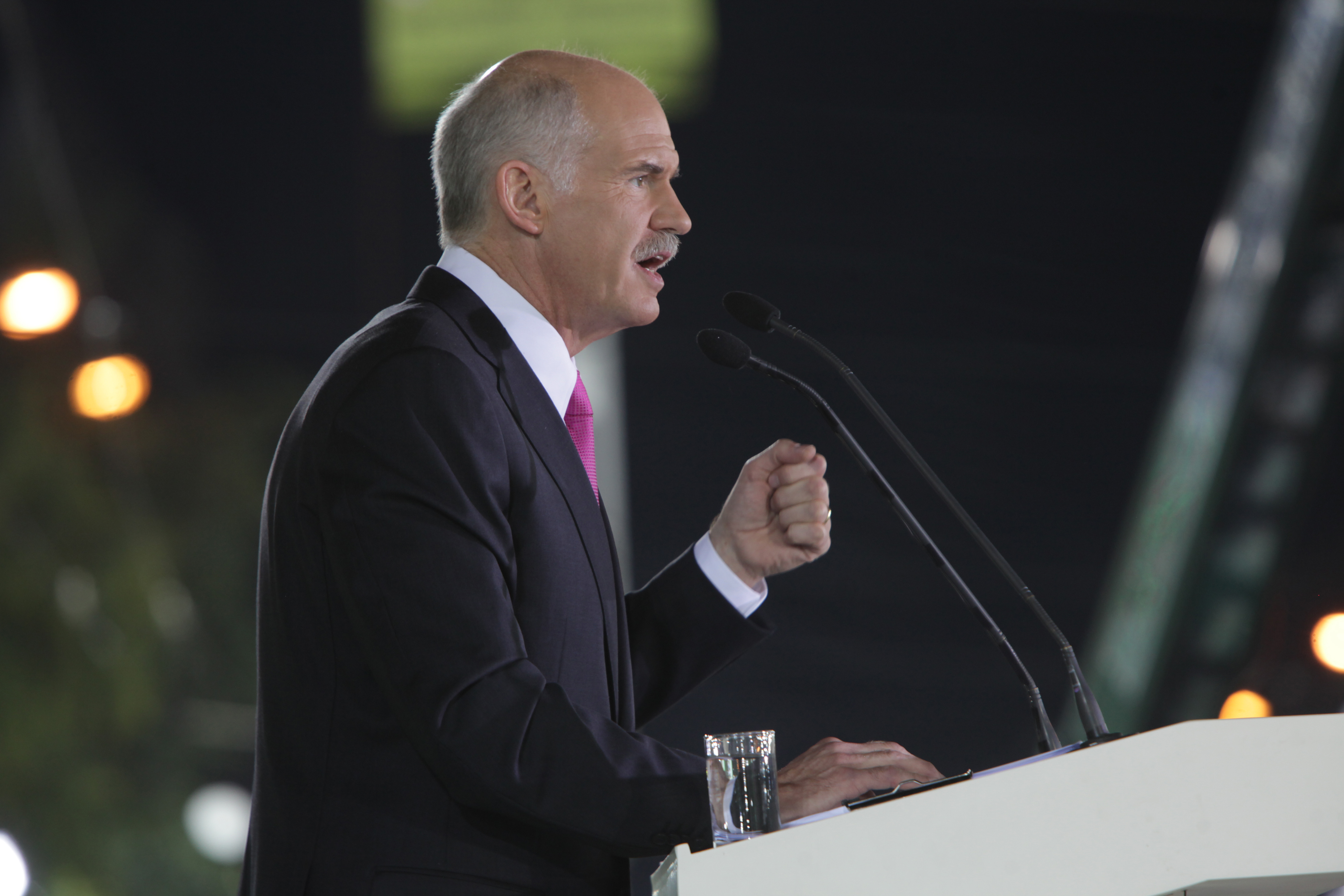
Jeorios Andreas Papandreu, lider zwycięskiej partii PASOK, październik 2009.

Według oficjalnych wyników, zwycięstwo w wyborach odniósł opozycyjny PASOK, zdobywając 160 z 300 miejsc w parlamencie, co otworzyło mu drogę do utworzenia nowego rządu. Nowa Demokracja poniosła największą porażkę od czasu swego powstania w 1974. Premier Karamanlis złożył gratulacje Jeoriosowi Andreasowi Papandreu i ogłosił rezygnację ze stanowiska szefa partii. Oświadczył, że bierze odpowiedzialność za rezultat wyborów i rozpoczyna procedurę wyboru nowego lidera Nowej Demokracji, w której sam nie będzie uczestniczyć. Papandreu ogłosił "nowy rozdział" w greckiej polityce. Zapowiedział "uwolnienie potencjału" tkwiącego w jego kraju, walkę z korupcją, protekcjonizmem i bezprawiem, przywrócenie Grekom nadziei i wiarę w sukces. Jednocześnie ostrzegł społeczeństwo przed ciężkimi czasami walki z kryzysem – zadaniem, za które, jak powiedział, jest gotów wziąć odpowiedzialność.
6 października 2009 Papandreu został oficjalnie zaprzysiężony na stanowisku premiera w pałacu prezydenckim. Tego samego dnia przedstawił skład swojego gabinetu.
Oficjalne wyniki wyborów:
| Partia polityczna | Partia polityczna                        | Liczba głosów      | %     | +/–   | Liczba mandatów | +/– |
| ----------------- | ---------------------------------------- | ------------------ | ----- | ----- | --------------- | --- |
|                   | Panhelleński Ruch Socjalistyczny (PASOK) | 3 011 521          | 43,92 | +5,82 | 160             | +58 |
|                   | Nowa Demokracja (ND)                     | 2 295 318          | 33,48 | −8,38 | 91              | −61 |
|                   | Komunistyczna Partia Grecji (KKE)        | 517 062            | 7,54  | −0,61 | 21              | −1  |
|                   | Ludowe Zgromadzenie Prawosławne (LAOS)   | 386 063            | 5,63  | +1,83 | 15              | +5  |
|                   | Radykalna Lewica (SYRΙΖΑ)                | 315 501            | 4,60  | −0,44 | 13              | −1  |
|                   | Ekolodzy-Zieloni (OP)                    | 173 388            | 2,53  | +1,48 | 0               | -   |
|                   | Pozostałe partie                         | 157 587            | 2,30  | +0,29 | 0               | -   |
|                   | Razem                                    | 7 041 570 (70,92%) | 100%  | -     | 300             | -   |